# 8587 Руфіколліс
8587 Руфіколліс (8587 Ruficollis) — астероїд головного поясу, відкритий 25 вересня 1960 року.
Тіссеранів параметр щодо Юпітера — 3,547.
Названий за ім'ям tachybaptus ruficollis або пірникоза мала.